# Edgar Dewdney
Pour les articles homonymes, voir Dewdney.
Edgar Dewdney (5 novembre 1835 - 8 août 1916) est un arpenteur et homme politique canadien né dans le Devonshire en Angleterre. Il sert comme lieutenant-gouverneur de la province de Colombie-Britannique et des Territoires du Nord-Ouest.

## Carrière
Après l'obtention de son diplôme d'ingénieur, il émigra jusqu'en Colombie Britannique en 1859. Il contracta un mariage stérile avec Jane Shaw Moir, fille d'un planteur de thé de Ceylan.
Dewdney commence sa carrière comme arpenteur pour le chemin de fer, et supervise à ce titre le cadastrage de New Westminster. En 1865, il est nommé par le Lieutenant-gouverneur Frederick Seymour à la supervision de la construction d'une route permettant aux marchands de la côte de profiter du commerce bourgeonnant des régions aurifères de l'intérieur. Bien qu'utilisée pendant seulement une courte période, des sections de la Piste Dewdney restent à ce jour utilisées pour la randonnée pédestre.

## Politique
Dewdney s'implique dans la vie politique coloniale, et représente le district de Kootenay de 1868 à 1869 à l'Assemblée législative de la Colombie-Britannique. Après que la Colombie Britannique eut rejoint la Confédération canadienne en 1871, il devient en 1872 représentant parlementaire conservateur du district de Yale. Il est nommé dans le cabinet du Premier ministre Sir John A. Macdonald en 1879, où il est Commissaire aux affaires indiennes pour les Territoires du Nord-Ouest jusqu'en 1888. 
Macdonald le fait nommer Lieutenant-gouverneur des Territoires du Nord-Ouest en 1881, mais Dewdney, bien qu'il ait démissionné de son siège de député, en reste commissaire aux affaires indiennes. De par la nature administrative particulière des Territoires, Dewdney en était de fait le chef du gouvernement. Son action la plus marquante pendant cette période sera peut-être la décision discutable de déplacer la capitale de Battleford à Regina en 1883 - un emplacement sans eau ni arbres ni topographie, mais où Dewdney s'était auparavant acheté une quantité notable de terres adjacentes à la ligne de chemin de fer Canadien Pacifique.
Après avoir servi comme Lieutenant-gouverneur, Dewdney est à nouveau élu membre du Parlement, pour la circonscription d'Assiniboia Est (au sud-est de l'actuelle Saskatchewan de 1888 à 1891. Il servit également durant cette période comme Ministre de l'intérieur et superintendant aux Affaires indiennes. En 1892, il devient Lieutenant-gouverneur de Colombie-Britannique, poste qu'il conserva jusqu'en 1897. Il prit sa retraite politique en 1900, après une défaite électorale à New Westminster.
Il est à l'origine de la politique de famines organisées contre les populations amérindiennes afin de s'approprier leurs terres. Il décide en 1885 de faire d'un « spectacle public » les exécutions de huit Autochtones condamnés à mort.
À la mort de son épouse Jane en 1909, Dewdney se remaria avec Blanche Kemeys-Tynte, fille du colonel Charles John Kemeys-Tynte de Halswell (Somerset).

## Héritage
- L'emplacement de Regina, capitale de la Saskatchewan;
- Un important axe est-ouest dans cette ville, Dewdney Avenue, lui doit son nom. C'est notamment là que se trouvent le siège du gouvernement provincial ainsi que le détachement local de la GRC.

## Archives
Il y a des fonds Edgar Dewdney à Bibliothèque et Archives Canada et à l'Université de Calgary. 